# Nottleben
Nottleben ist eine Gemeinde im thüringischen Landkreis Gotha. Sie gehört zur Verwaltungsgemeinschaft Nesseaue.

## Geographie
Nottleben liegt an der Nesse, nordöstlich der Stadt Gotha und nördlich der Bundesstraße 7 bei Gamstädt. Das Dorf befindet sich in einem Ackerbaugebiet des Thüringer Beckens. Im Nordwesten des Ortes mündet der Mollbach in die Nesse.

## Geschichte
Nottleben wurde im Jahr 1168 erstmals urkundlich erwähnt. Es hieß früher Notteleibin. Im ausgehenden 15. Jahrhundert wurde das „Erfurter Dorf“ Nottleben Sitz einer großen Vogtei des Erfurter Gebiets, zu der noch 12 weitere Dörfer gehörten. Der Ort entwickelte sich zu einem Bauerndorf mit teils sehr beachtlichen Höfen. Seit der Verwaltungsreform von 1706 gehörte er zum Amt Alach. 1802 kam Nottleben mit dem Erfurter Gebiet zu Preußen und zwischen 1807 und 1813 zum französischen Fürstentum Erfurt. Während der französischen Besetzung 1806 bis 1813 hatte Nottleben Requisitionen und Lieferungen im Wert von 18.600 Thalern zu zahlen. Der Schaden durch Plünderungen beim Rückzug der Napoleonischen Armee im Oktober 1813 wurde auf 23.000 Thaler geschätzt.
Mit dem Wiener Kongress kam der Ort mit dem Amt Alach wieder zu Preußen und wurde 1816 dem Landkreis Erfurt in der preußischen Provinz Sachsen angegliedert. 1887 hatte der Ort 560 Einwohner. Bis zum Ausbruch des Ersten Weltkriegs erlebte er mit Erfurt eine erfreuliche Entwicklung. Von 1926 bis 1967 hatte Nottleben mit der Kleinbahn Erfurt–Nottleben einen Eisenbahnanschluss nach Erfurt. Im Zweiten Weltkrieg hatte Nottleben noch mehr Gefallene und Vermisste zu verzeichnen, als bereits im Krieg davor. Wieder mussten die Frauen und Kriegsgefangene die Arbeit der eingezogenen Männer übernehmen.
Am 9. April 1945 besetzten US-Truppen den Ort. Davor erfolgte Artillerie-Beschuss, durch den neun tote Zivilisten, darunter drei Kinder, zu beklagen waren. 12 bäuerliche Gehöfte wurden beschädigt oder zerstört. Der NS-Bürgermeister wurde festgenommen und in ein Lager verbracht. Der Ort hatte viele Heimatvertriebene aufzunehmen. Anfang Juli wurde Nottleben Teil der SBZ. Aus den Wahlen nach 1945 ging die LDPD als stärkste Partei hervor. Der von ihr 1946 gestellte Bürgermeister wurde 1947 abgesetzt, „da er mit der Entwicklung nicht Schritt halten konnte“. 1954 kam ein ortsfremder Bürgermeister aus der Aktion „Industriearbeiter aufs Land“. Im November 1945 wurde eine Bodenreformkommission gebildet, die 75 ha Land an 42 Arbeiter und landarme Bauern aufteilte. Es folgte 1953 die Gründung einer LPG „Rosa Luxemburg“, welche 1956 20 Mitglieder und 73 ha hatte. 1956 holte man den Turmknopf vom Kirchturm. 38 Ein- und Ausschusslöcher von 1945 mussten verlötet werden. Durch den Beschuss war ein Teil der Urkunden unleserlich geworden. Die meisten hier angeführten Informationen stammen aus dem Turmknopf, auch aus den 1956 neu hinterlegten Schriftstücke. Nottleben verlor später seine Pfarrei, die Kirche verfiel.
Im Rahmen des Dorferneuerungsprogramms in Thüringen nach der Wiedervereinigung wurde ab 2003 der Dorfplatz („Karl-Marx-Platz“) als Zentrum des Ortes erneuert, das Backhaus zum Bürgerhaus umgestaltet und die Dorfschenke saniert. Viele Häuser büßten unter Dämmplatten ihre Fachwerkfassaden ein.

### Einwohnerentwicklung
Entwicklung der Einwohnerzahl (31. Dezember):
| - 1994 – 468 - 1995 – 457 - 1996 – 459 - 1997 – 461 - 1998 – 458 - 1999 – 465 | - 2000 – 466 - 2001 – 458 - 2002 – 456 - 2003 – 465 - 2004 – 455 - 2005 – 447 | - 2006 – 450 - 2007 – 446 - 2008 – 438 - 2009 – 437 - 2010 – 437 - 2011 – 436 | - 2012 – 444 - 2013 – 439 - 2014 – 443 - 2015 – 414 - 2016 – 417 - 2017 – 420 | - 2018 – 415 - 2019 – 417 - 2020 – 423 - 2021 – 422 - 2022 – 429 |

Datenquelle: Thüringer Landesamt für Statistik

## Söhne und Töchter der Gemeinde
- Ludwig Ernst Gebhardi (* 1. Januar 1787 in Nottleben; † 29. Mai 1862 in Erfurt), Organist
- Johann Heinrich Schulze, Großvater und Lehrmeister von Johann Michael Hesse, dem Stammvater der bedeutenden Orgelbauerfamilie aus Dachwig

## Sehenswürdigkeiten

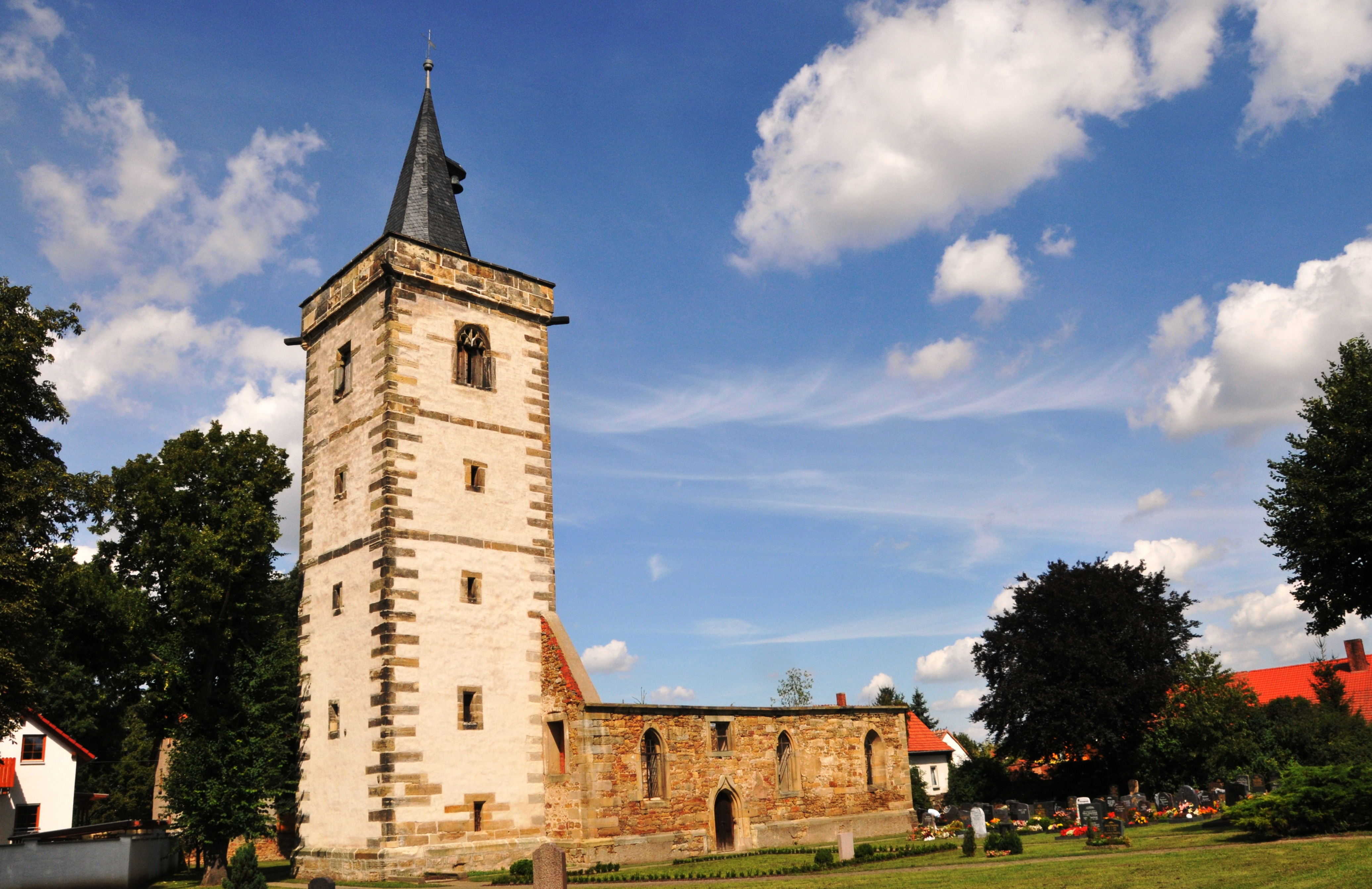
Peter-und-Paul-Kirche (2010)

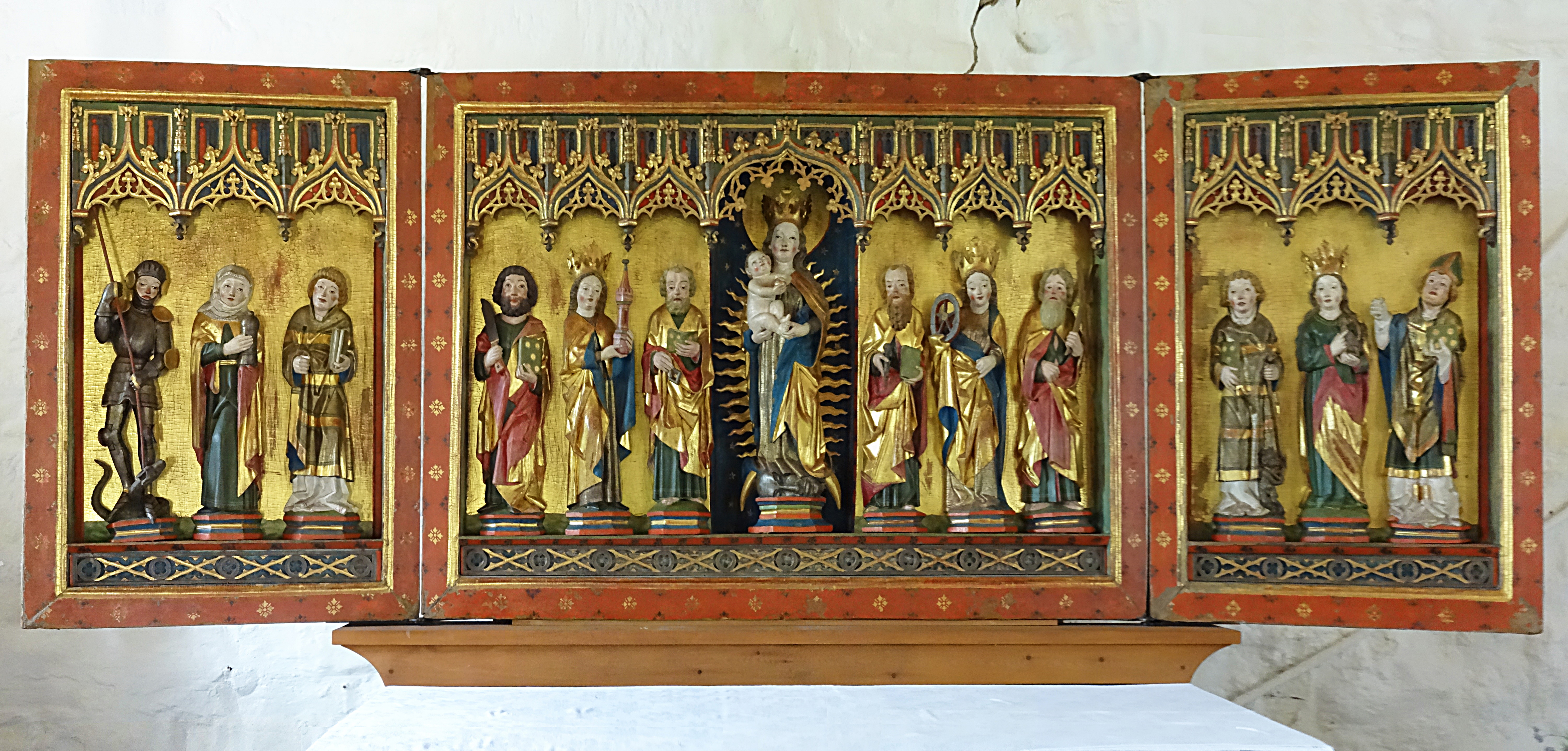
Der Nottlebener Altar

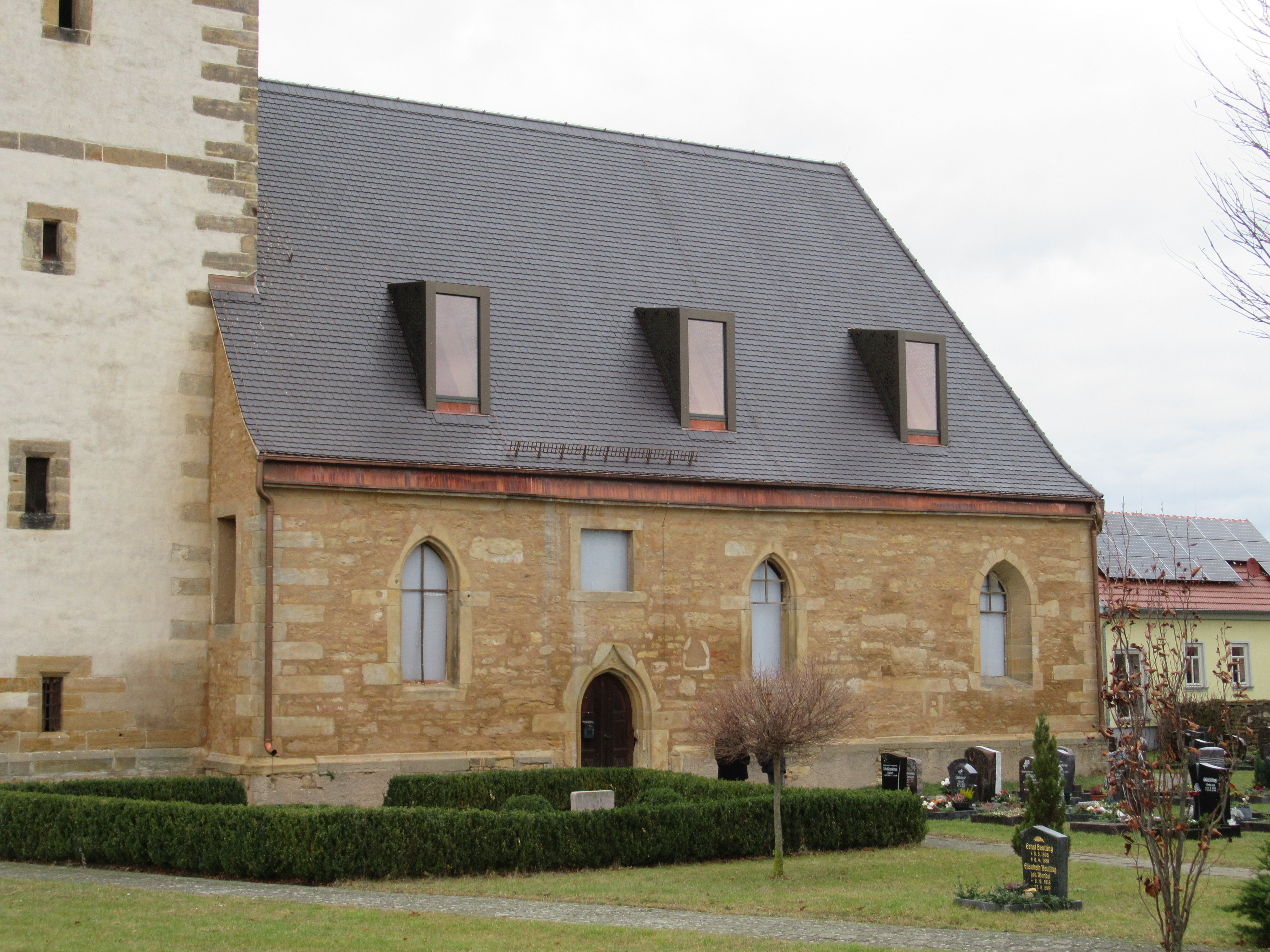
Wiederaufgebautes Kirchenschiff (2019)

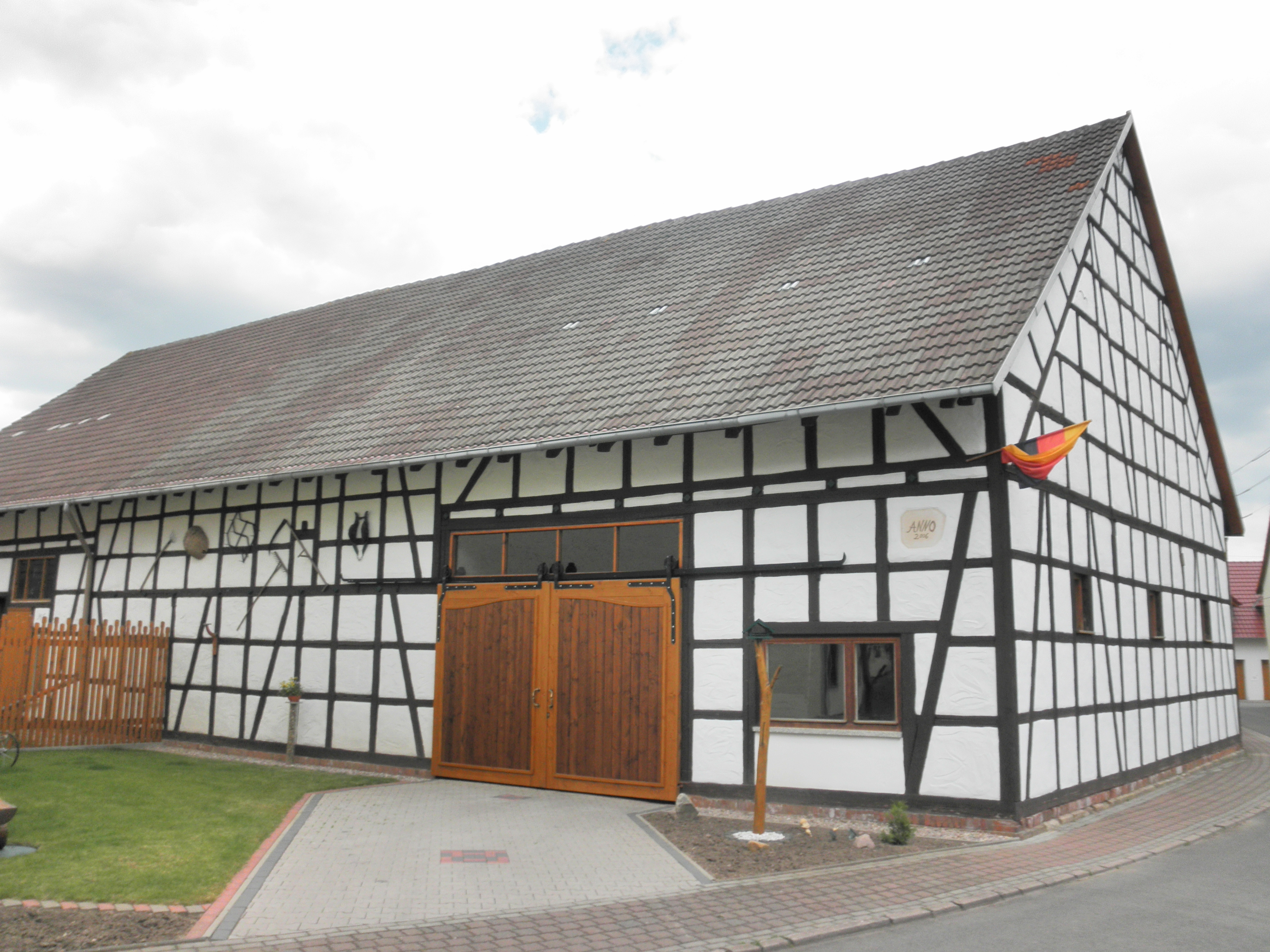
Fachwerkscheune (2010)

Die Peter-und-Paul-Kirche entstand im Wesentlichen zwischen 1427 und 1493, ein Umbau erfolgte im Jahr 1521. Der Turm ist fünfgeschossig, mit Gliederung durch Gesimse, hat eine umlaufende Galeriebrüstung mit Wasserspeiern an den Ecken und einen schlanken, verschieferten Turmhelm. Das Kirchenschiff hatte einen dreiseitigen Chorschluss und kielbogige Portale an Nord- und Südseite. Zur DDR-Zeit verfiel die Kirche, das Wahrzeichen von Nottleben. Das Dach des Kirchenschiffs wies seit Anfang der 1970er Jahre Lücken auf, im Laufe der Jahre verfiel es, die Schieferziegel fielen herunter. Daher sollte schon der Friedhof gesperrt werden. Für die Neueindeckung des Dachs fehlten Handwerker und Material, trotz Bemühungen der Gemeinde bei staatlichen und kirchlichen Stellen. Nach Lauszat, der die Bauakte der Kirche studiert hat, gab es auch „schuldhafte Gründe“. Die Ausstattung war dem Regen ausgesetzt. Die Orgel verrottete. Ein Flügelaltar und Figuren aus der Kirche wurden erhalten und zunächst in den Gemeindesaal des Pfarrhauses übernommen. 
Der kunstvoll geschnitzte, aber feuchtigkeitsgeschädigte mittelalterliche Altar wurde in den kirchlichen Werkstätten in Erfurt restauriert und, wie die dicke steinerne Platte für den Altartisch und die Kanzel, 1986 von der Kirche St. Pankratius in Hochstedt übernommen. Die Festtagsseite zeigt im Mittelteil: Maria als Himmelskönigin mit dem Jesuskind im Strahlenkranz auf der Mondsichel umgeben von den Heiligen Bartholomäus, Barbara, Petrus, Paulus, Katharina und Andreas. Im linken Seitenflügel: Georg, Maria Magdalena, Laurentius – im rechten Seitenflügel: Cyriakus, Margaretha und möglicherweise Erasmus. Am 31. Oktober 2024 ist der Altar nach Nottleben zurückgekehrt und wurde wiedergeweiht. Eine Pieta aus der Zeit um 1500 kam in das Erfurter Angermuseum. 1985 wurde das Dach des Kirchenschiffs abgetragen, nur die Außenmauern blieben stehen und wurden gesichert. An sich hatte das gesamte Kirchenschiff gesprengt werden sollen. Der Kirchturm allerdings erhielt 1983 ein neues Schieferdach. Er wurde 2008 gründlich saniert. Über eine Notleiter war er nach Anmeldung wieder begehbar, heute (2019) über eine Treppe vom Kirchenschiff aus. Die drei gusseisernen Glocken von 1919 sind funktionstüchtig. Das historische Turmuhrwerk aus dem 16. Jahrhundert ist erhalten.
Ende 2019 zeigt sich das Kirchenschiff im Rahmen seines Wiederaufbaus mit sanierten Mauern, Fenstern und einem neuen Dach mit Gauben.
Der ehemalige Bahnhof (1920er Jahre) der 1967 stillgelegten (normalspurigen) Kleinbahn Erfurt–Nottleben wurde nach Privatisierung des Gebäudes nach der „Wende“ zu einer ansprechenden Villa umgestaltet – leider dem Blick des Besuchers durch einen hohen Zaun entzogen –, auch der benachbarte frühere Lokschuppen ist erhalten und saniert.

Bilder der Kirche
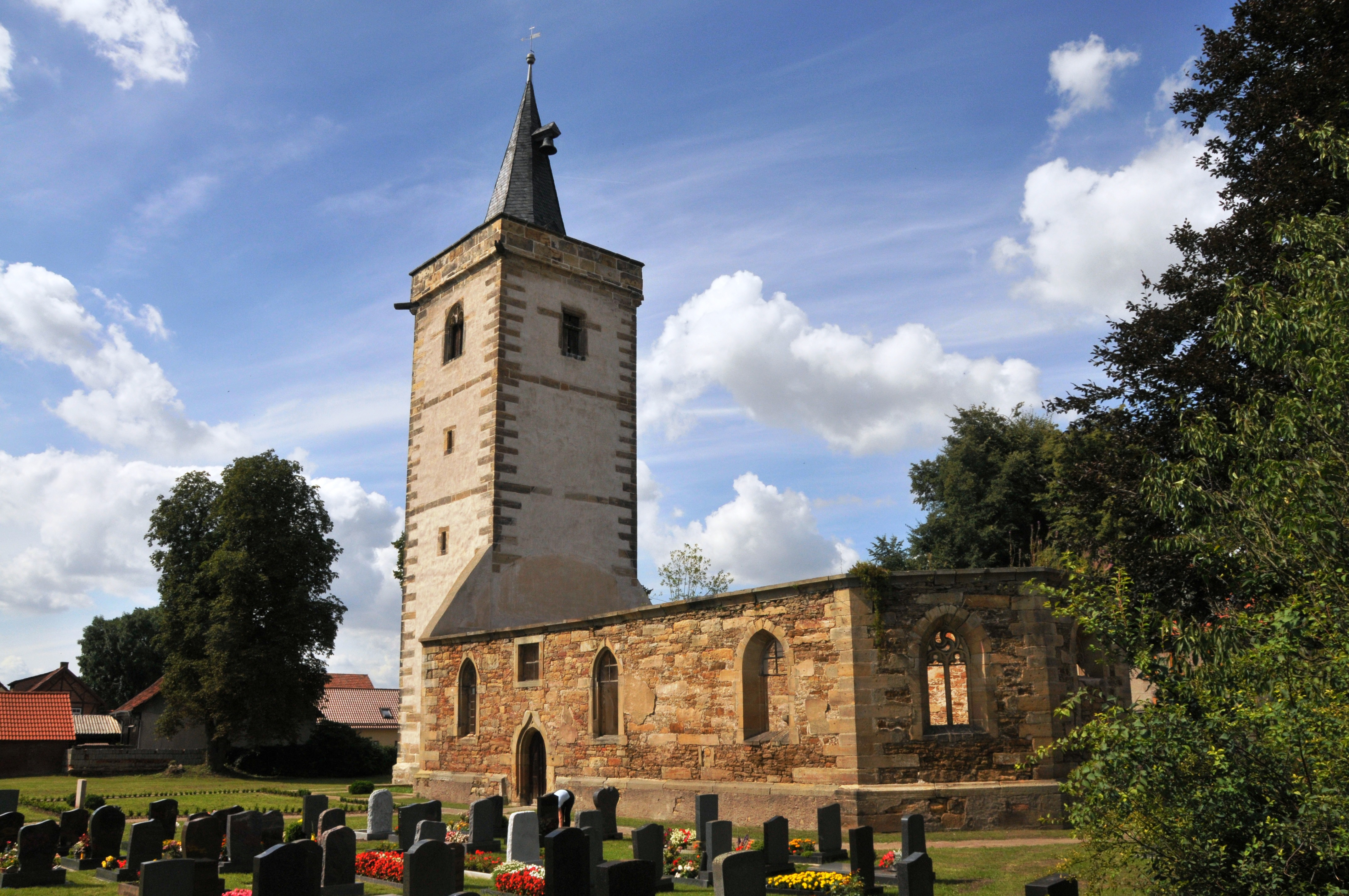
Kirche von Südosten (2010)
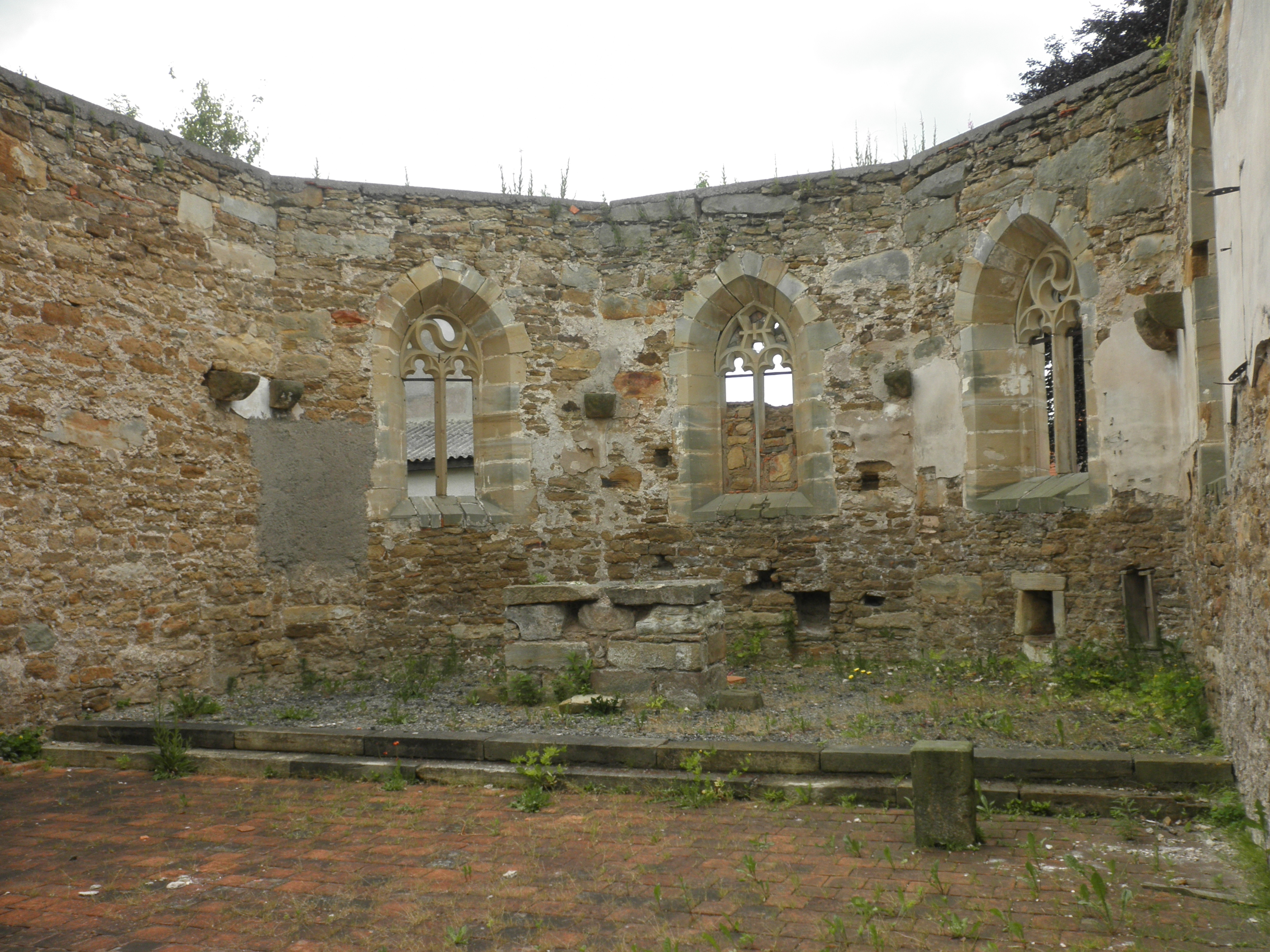
Kirchen-Inneres (2010)
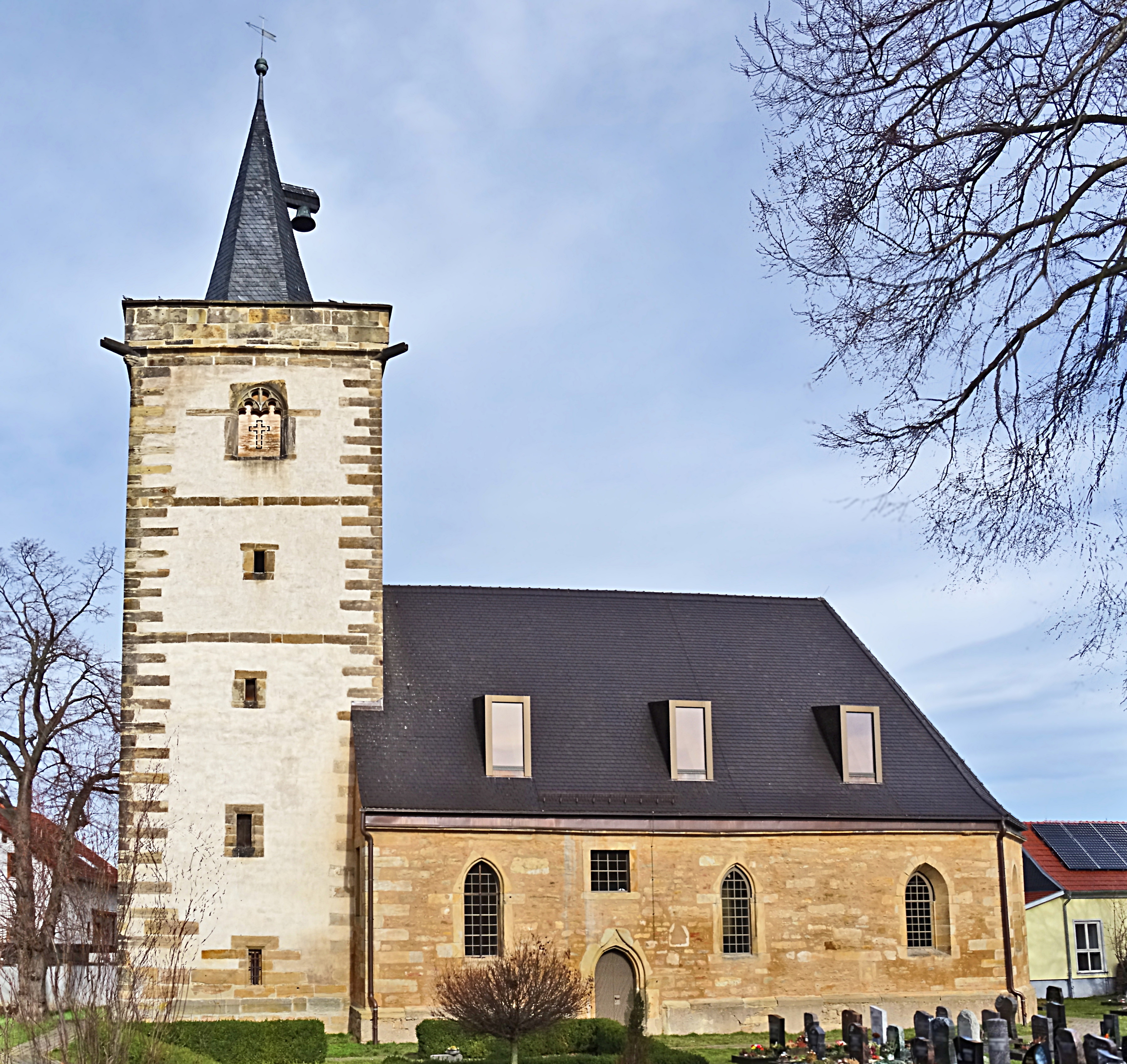
Kirche mit wiedererrichtetem Kirchenschiff (2023)
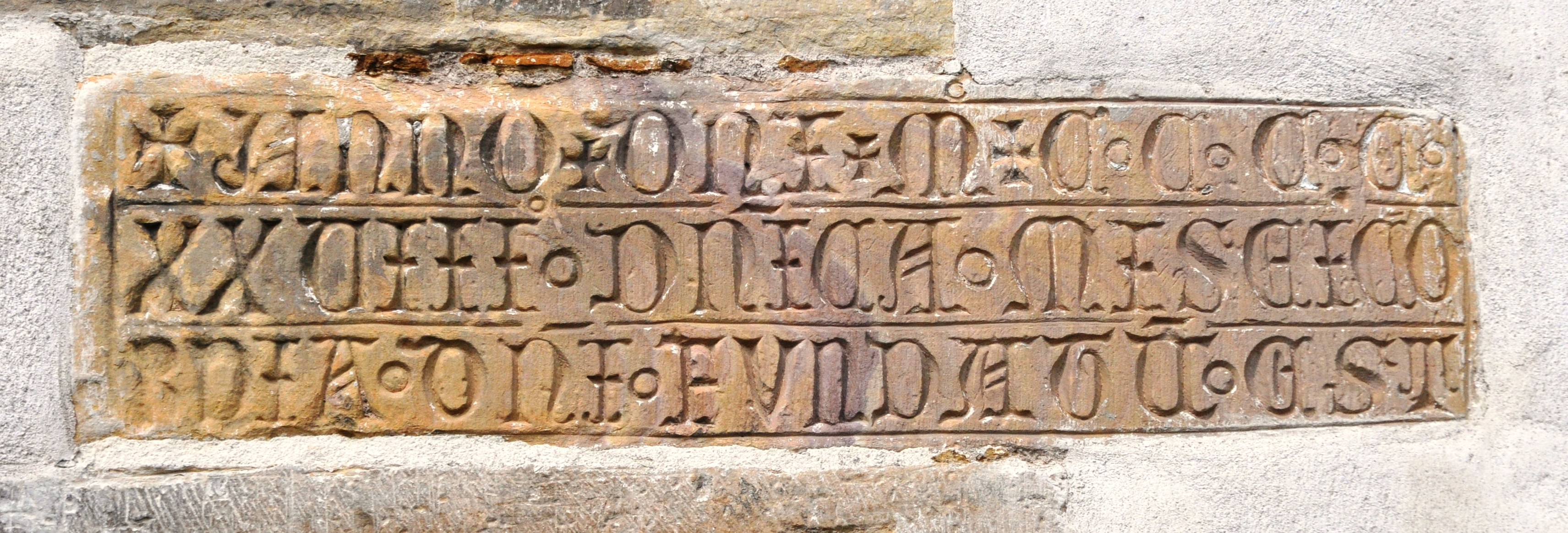
Mauerstein mit Inschrift
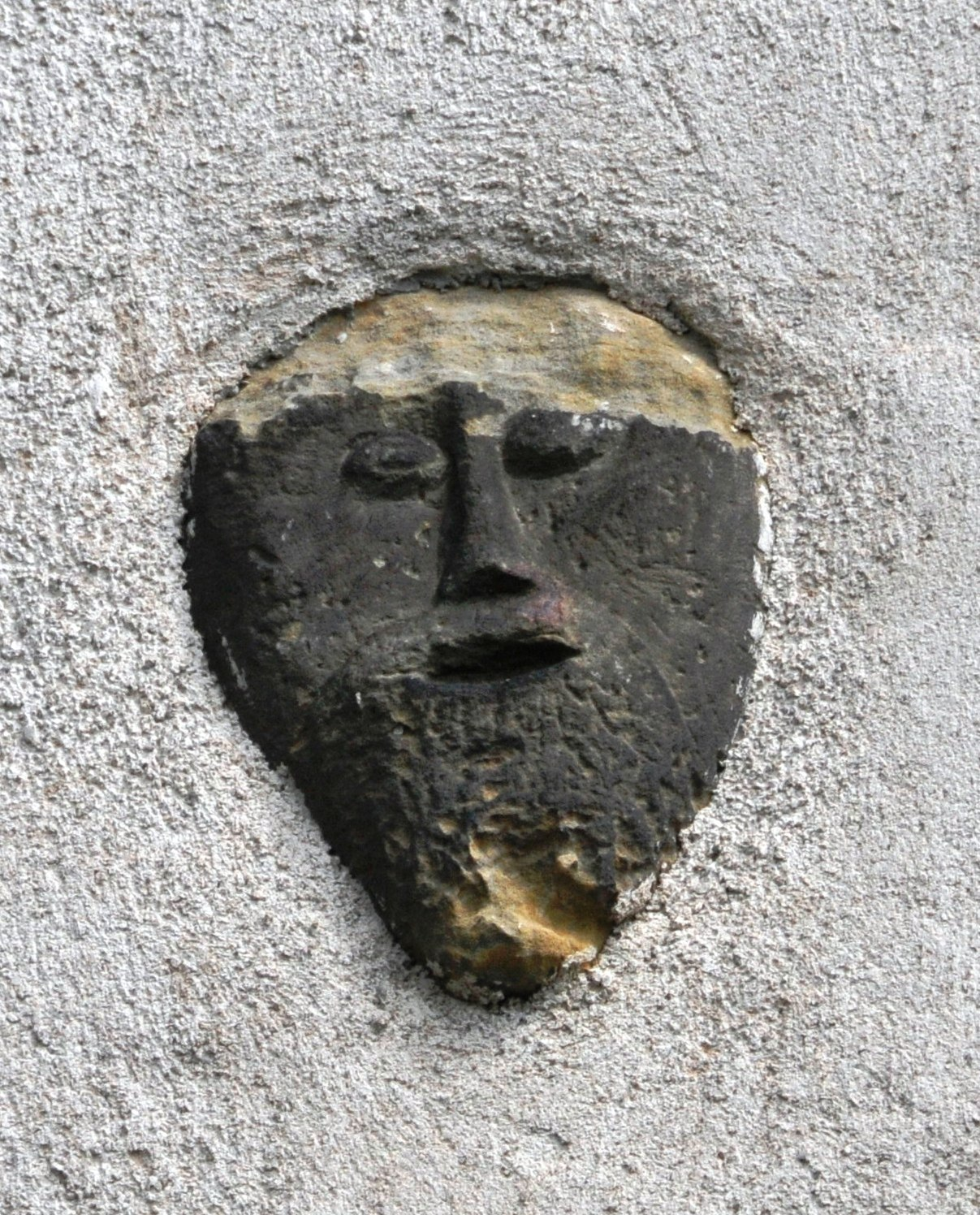
Steinernes Maskaron am Kirchturm (vielleicht zum Abschrecken böser Geister)
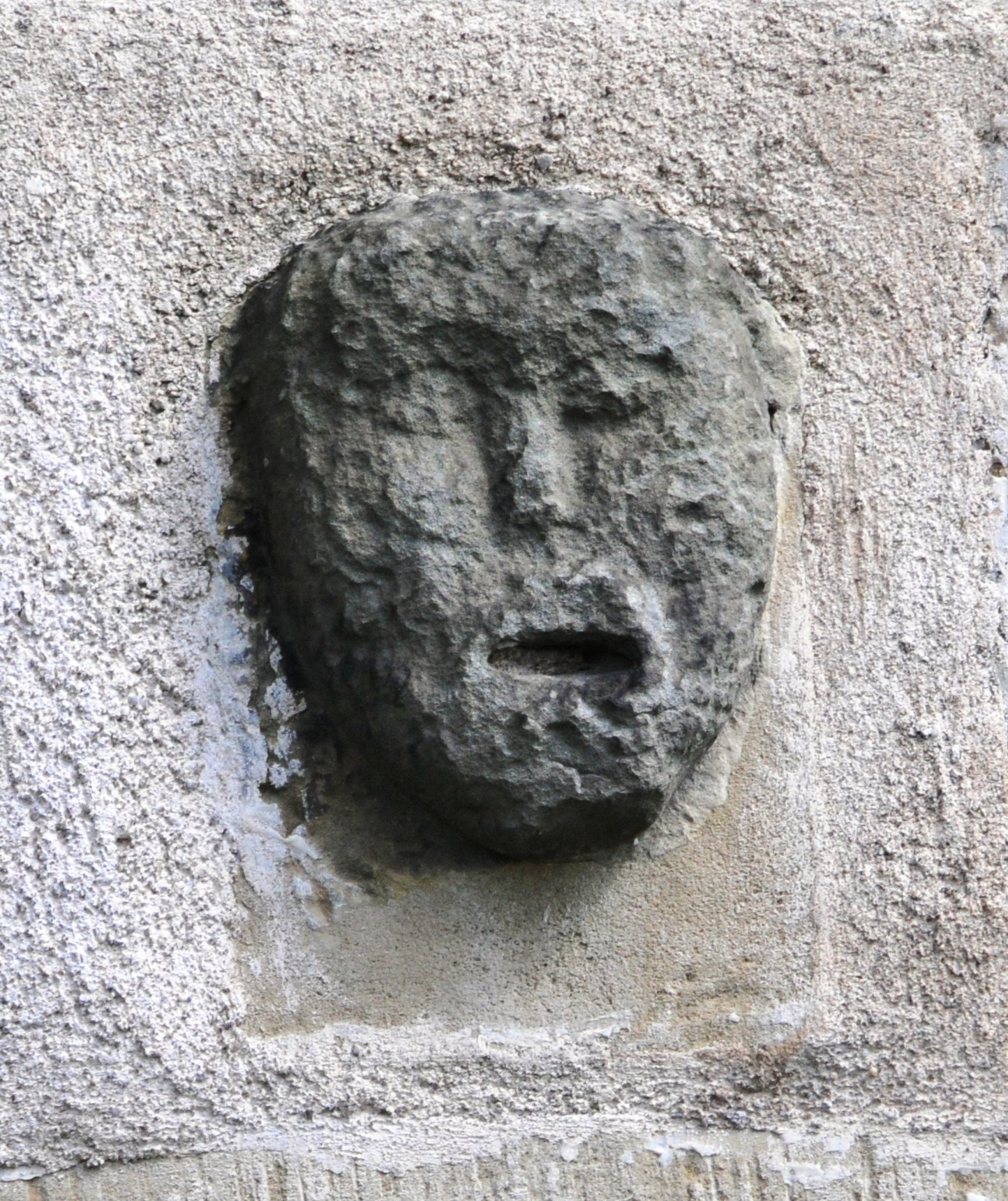
Steinernes Maskaron am Kirchturm
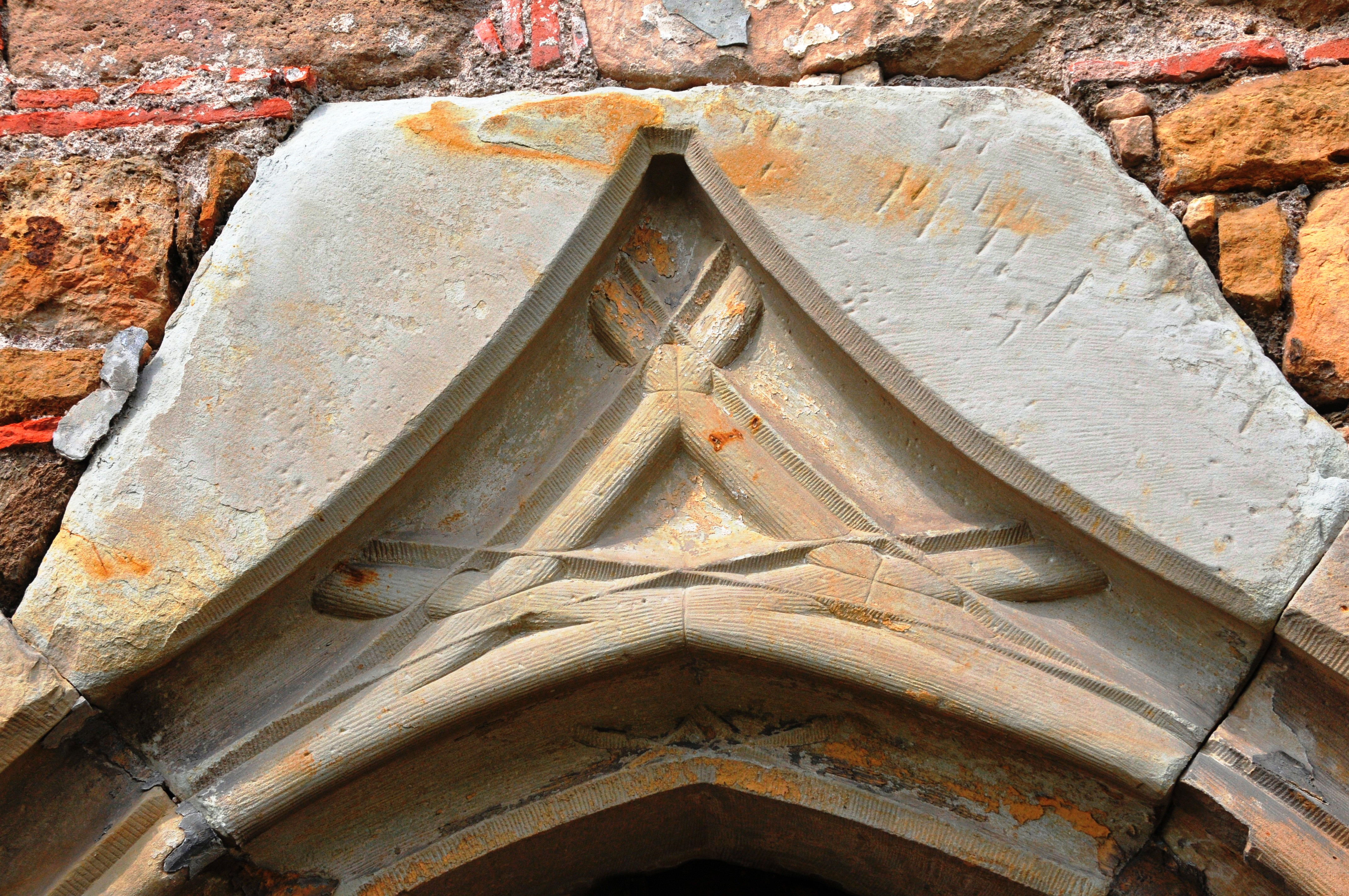
Schlussstein am Seitentor des Kirchenschiffes
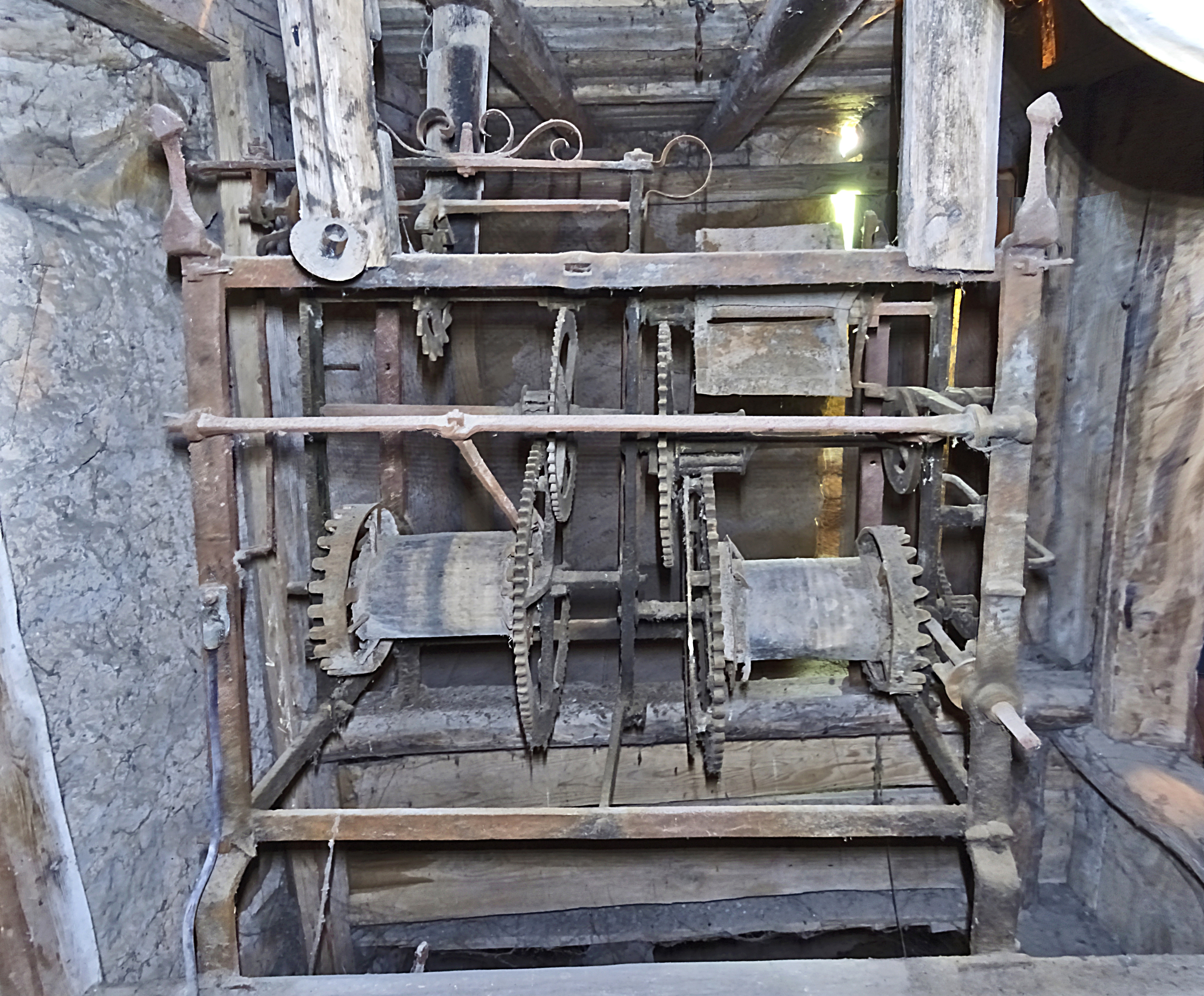
Historisches Turmuhrwerk